# Хохлатка прекрасная
Хохла́тка прекра́сная, или Хохлатка Максимо́вича (лат. Corýdalis speciósa) — дальневосточный вид травянистых растений рода Хохлатка (Corydalis) подсемейства Дымянковые (Fumarioideae) семейства Маковые (Papaveraceae).

## Название
Видовой эпитет speciosa — прилагательное женского рода от лат. speciósus — прекрасный, красивый; присвоен за красивые соцветия и ажурные листья. Русский видовой эпитет является переводом латинского.

## Ботаническое описание

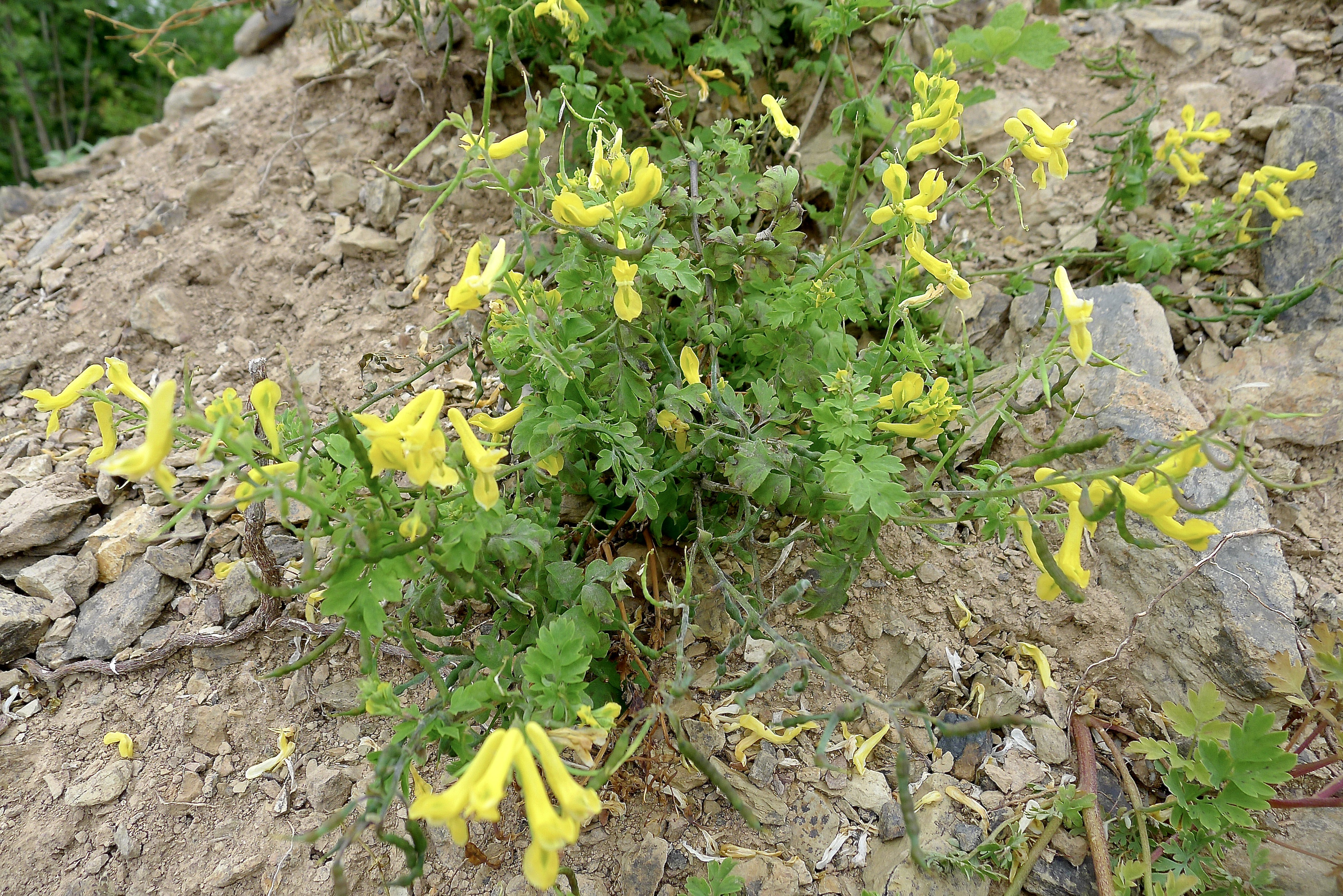
Отцветающее растение при плодах. Хабаровский край.

Озимое стержнекорневое двулетнее травянистое растение высотой 20—40 (до 150) см. В первый год формируется укороченный побег с розеткой листьев, на следующий год — удлиненные прямостоячие или приподнимающиеся, ветвящиеся цветоносные побеги с большим числом листьев. Стебли округлые, полые, пурпурно-коричневые. Подземных клубней нет.
Листья очерёдные, сизые или зелёные, по очертанию треугольные или овальные, дважды- до почти трижды перисто-рассечённых, с 4—5 парами изменчивых по ширине листочков, 5—14 × 3—6 см. Нижние стеблевые листья на коротком черешке, верхние — сидячие.
Соцветие  — кисть, в начале цветения компактная, с 15—20 (до 30) цветками, длиной 2—4 см, затем вытягивается до 10—15 см длиной. Прицветники цельные, яйцевидно заострённые, почти равны цветоножке. Цветки (1,4) 1,6—1,7 (1,8) см длиной, жёлтые. Отгибы лепестков 2—3 мм шириной, цельнокрайние, на верхушке заострены. Наружные лепестки с гребнем у верхушки. Нижний лепесток без бугра в основании, в средней части выпуклый. Шпорец цветка короче лепестков, 5—6 мм длиной и 3—4 мм толщиной, тупой, загнутый на конце. Нектарники 1,5—2,5 мм длиной и 0,3—0,5 мм толщиной с головкой бобовидной формы и с очень короткой ножкой до 1 мм длины и почти такой же толщины как головка. Рыльце продолговатое (вытянуто в горизонтальной плоскости) с 6—8 пыльцевыми сосочками, из которых 2—4 направлены вверх, 2 — в стороны и 2 — вниз. Тычинок 2, нить трёхлопастная.
Плод  — коробочка около 2—3 см длиной, линейная с перетяжками (чётковидная), при созревании распадается на две части. Семена чёрные, блестящие, 1,5—2 мм в диаметре; карункула в виде вариабельной по форме и окраски пластинки, окружающей бо́льшую часть семени.
Цветёт и плодоносит с апреля по сентябрь.
Число хромосом: 2n = 16.

## Ареал
В России встречается на в бассейне Амура и его притока Уссури в Амурской области, на юге Хабаровского края и в Приморье. Основное скопление вида отмечено в Уссурийском (79 местонахождений) и Амгуньском (8 местонахождений) флористических районах; далее на запад число местонахождений резко сокращается. Общее распространение: Центральный и Восточный Китай, Япония и Корея. 
Раннее описанные как C. speciosa растения с Сахалина относятся к Corydalis pallida (Thunb.) Pers., которая не встречается на метериковом Дальнем Востоке России.

## Экология
Произрастает на скалистых склонах, галечниках рек, осветлённых участках в лесу, появляются как пионерные растения на обочинах вновь построенных дорог, ветровалах, пожарищах, в лесу на вывалах. По прошествии 2—3 лет они полностью исчезают, оставляя значительный запас семян в почве.

## Классификация

### Таксономия
Corydalis speciosa Maxim., 1859, Mém. Acad. Imp. Sci. St.-Pétersbourg Divers Savans 9: 39.
Вид Хохлатка прекрасная относится к роду Хохлатка (Corydalis) трибы Дымянковые (Fumarieae) подсемейства Дымянковые (Fumarioideae) семейства Маковые (Papaveraceae) порядка Лютикоцветные (Ranunculales).
Кладограмма в соответствии с Системой APG IV
|  |                          |  |                                   |                                   |                   |  | ещё 6 семейств, в том числе Лютиковые, Луносемянниковые, Барбарисовые | ещё 6 семейств, в том числе Лютиковые, Луносемянниковые, Барбарисовые |                                            |  |  |  | еще 20 родов                                                   | еще 20 родов        |  |  |
|  |                          |  |                                   |                                   |                   |  | ещё 6 семейств, в том числе Лютиковые, Луносемянниковые, Барбарисовые | ещё 6 семейств, в том числе Лютиковые, Луносемянниковые, Барбарисовые |                                            |  |  |  | еще 20 родов                                                   | еще 20 родов        |  |  |
|  |                          |  |                                   | порядок Лютикоцветные             |                   |  |                                                                       |                                                                       | подсемейство Дымянковые                    |  |  |  |                                                                | Хохлатка прекрасная |  |  |
|  |                          |  |                                   | порядок Лютикоцветные             |                   |  |                                                                       |                                                                       | подсемейство Дымянковые                    |  |  |  |                                                                | Хохлатка прекрасная |  |  |
|  | клада Цветковые растения |  |                                   |                                   | семейство Маковые |  |                                                                       |                                                                       | род Хохлатка                               |  |  |  |                                                                |                     |  |  |
|  | клада Цветковые растения |  |                                   |                                   |                   |  |                                                                       |                                                                       |                                            |  |  |  |                                                                |                     |  |  |
|  |                          |  | ещё 63 порядка цветковых растений | ещё 63 порядка цветковых растений |                   |  |                                                                       | ещё 1 подсемейство Маковые (Papaveroideae)                            | ещё 1 подсемейство Маковые (Papaveroideae) |  |  |  | еще 527 подтвержденных видов и 51 вид, ожидающих подтверждения |                     |  |  |
|  |                          |  |                                   | ещё 63 порядка цветковых растений |                   |  |                                                                       |                                                                       | ещё 1 подсемейство Маковые (Papaveroideae) |  |  |  |                                                                |                     |  |  |

### Разновидности
- Corydalis speciosa var. chanbaishanensis (M.L.Zhang & Y.W.Wang) Mikhailova — Корея и Маньчжурия
- Corydalis speciosa  var. speciosa

### Синонимы
- Corydalis aurea var. speciosa (Maxim.) Regel, 1862
- Corydalis aurea f. speciosa (Maxim.) Regel, 1861
- Corydalis pallida var. speciosa (Maxim.) Kom., 1903

## Значение и использование
Вид декоративен, в культуре неприхотлив. В качестве двулетника рекомендуется для хорошо дренированных солнечных участков, миксбордеров, каменистых садов, где может сочетаться с первоцветами и многолетниками. Хороший медонос.